# Noční vlci
Noční vlci (rusky Ночные Волки – Nočnyje Volki, původním názvem Ночные Волки—Night Wolves MC Russia) je kontroverzní ruský nacionalistický motorkářský klub. Jedná se o nejstarší motorkářský klub v Rusku.
Klub v současnosti řídí přítel ruského prezidenta Vladimira Putina, Alexandr Zaldostanov přezdívaný Chirurg. Ačkoliv se klub označuje za apolitickou organizaci, aktivně Putina podporuje a je s ním v kontaktu. Klub má asi 5000 členů a řídí se přísným vojenským řádem. Ruští liberální novináři klub označují za gang radikálních nacionalistů a násilníků vyznávajících agresivní formy pravoslavné víry. Noční vlci představují obecný trend ruské vlády přenést aktivity, které normálně vykonávají tajné služby a obrana státu na nevládní organizace. Pod pečlivě budovanou fasádou rebelů se skrývá organizace sloužící státním zájmům. Jejich aktivity zahrnují špionáž, šíření propagandy, agitace a provokace, bojové operace a násilí, včetně zastrašování a vražd.[ve zdroji nenalezeno]

## Historie

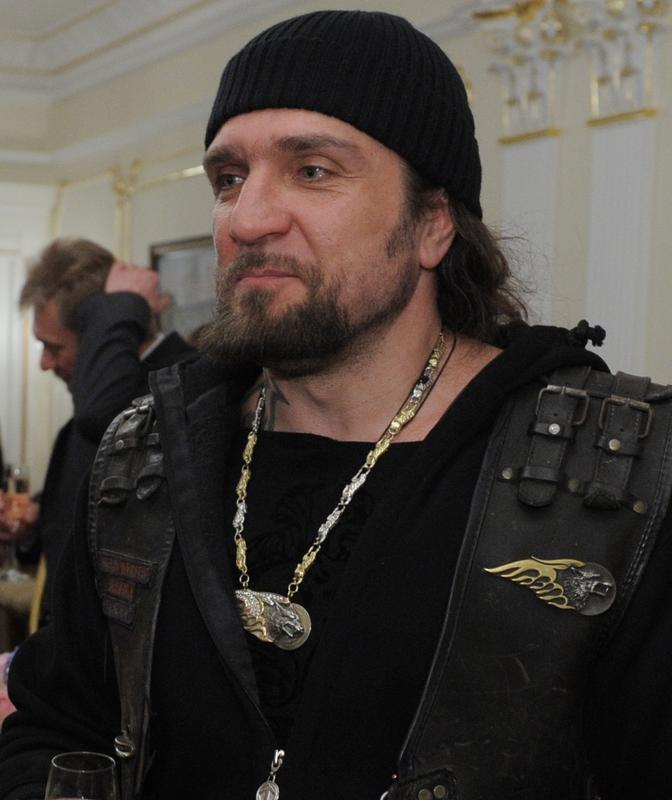
Vůdce 'Nočních vlků' Alexander Sergejevič Zaldostanov

Klub se začal utvářet v období tzv. perestrojky původně okolo neformálních skupinek fanoušků motocyklů a rockové hudby v Moskvě a jeho úplné prvopočátky lze vysledovat již k roku 1983. 1. května 1989 se ustavil jako první oficiální motorkářský klub v tehdejším SSSR a jeho vedoucím se stal Alexandr Sergejevič Zaldostanov.
Po rozpadu Sovětského svazu se klub dál rozrůstal a začal rozvíjet i podnikatelské aktivity v oblastech souvisejících s motocyklismem. V té době se jeho členy stali i někteří příslušníci nově vznikající ruské podnikatelské a úřednické vrstvy.
Klub dříve spolupracoval s motorkářským gangem Hells Angels, kterým se Zaldostanov původně inspiroval při své návštěvě Západního Berlína v roce 1989, ale roku 1998 s ním ukončil styky.
Počátkem tohoto století se postupně vyvinul v organizaci vyjadřující podporu ruskému nacionalismu, pravoslavné církvi a Vladimiru Putinovi. Ze strany jiných motorkářských klubů je někdy kritizován za svou politizaci.
Roku 2012 proběhl incident šedesáti jeho členů s klubem Tři cesty, během něhož byl zastřelen člen Nočních vlků loveckou puškou.
V srpnu 2014 se příslušníkem klubu stal i Ramzan Kadyrov, hlava Čečenska.

## Názorová orientace
Činnost klubu je finančně podporována ruským státem (až několik set milionů rublů ročně, dle údajů z roku 2013), a jím pořádané motoristické přehlídky a představení prezentují, kromě prvků běžně spjatých s motocyklismem, i témata směšující vypjaté ruské vlastenectví, pravoslavnou religiozitu a oslavu osobnosti J. V. Stalina. Skupina příslušníků klubu zahajující v dubnu 2015 hromadnou jízdu z Moskvy do Berlína mávala rudými vlajkami se Stalinovými portréty a heslem „Za vlast! Za Stalina!“, které pochází z období druhé světové války.
K dalším zásadám patří, podle prohlášení příslušníků klubu, neobchodovat s drogami ani je neužívat, a k užití násilí přistoupit až jako poslední možnosti. Členy klubu se nemohou stát ženy a homosexuálové.
Vůdce klubu Zaldostanov je jedním ze zakladatelů ruského Antimajdanu, pro nějž navrhl alternativní název „Smrt homosexuálům“, ačkoliv nevysvětlil proč.

## Členství
Členy se až do roku 2015 mohly stát pouze osoby mužského pohlaví s heterosexuální orientací, vlastnící motocykl, původem ze zemí bývalého SSSR, po doporučení alespoň jedním stávajícím příslušníkem a dvouleté účasti na klubových akcích. Od 19. ledna roku 2016 se členem Nočních vlků může stát i jiná osoba mužského pohlaví, než pouze občan Ruska, či původem z bývalého SSSR. (Ženy a dívky motorkářky, spřátelené s klubem Noční vlci mají vlastní chapter s názvem Noční Valkirie WMC a jejich členkami nejsou pouze občanky Ruské federace, ale i EU a dalších států.) Klub nediskriminuje členy na základě jejich náboženské příslušnosti, ale je nezastřeně homofobní.

### Počet členů a pobočky
Klub má ke květnu 2015 asi 5000 členů. Pobočky má kromě Ruska také v Bělorusku, na Ukrajině, Slovensku, v Polsku, Severní Makedonii, Srbsku, Bulharsku, Rumunsku, Indonésii, ale i v Německu.

## Vazby na vedení Ruska

### Podpora Putina

#### Kampaň Jednotného Ruska do parlamentních voleb
V roce 2011 spolupracoval s klubem prezident Vladimir Putin v rámci kampaně do parlamentních voleb. Do Novorossijsku přijel na oslavy výročí osvobození města za druhé světové války v čele kolony motocyklů na tříkolce Harley Davidson. Přidal tak do své sbírky další hrdinnou pózu, která zapadá do jeho budované image alfa samce.

#### Působení na Ukrajině během ukrajinské krize
Během krymské krize byli motorkáři z tohoto klubu na Krymu přítomni, hlídkovali a také pacifikovali ukrajinské aktivisty. Po dokončení ruské anexe Krymu je za to prezident Putin vyznamenal. Jejich vůdci se za to ocitli na sankčním seznamu USA. Do něj byl zařazen i klub protože, podle prohlášení vlády Spojených států, se tam podílel na kriminálních aktivitách, zastrašování oponentů a měl podíl na ozbrojených akcích a verbování ozbrojenců pro konflikt.
Noční vlci pravidelně jezdí na Ukrajinu do oblastí ovládaných separatisty a projevují zde ruské krajně nacionalistické názory. Často jsou při těchto cestách ověšeni sovětskou symbolikou a přesvědčují občany, že na ně útočí ukrajinští fašisté a NATO ovládané americkými Židy a že jedinou ochranou je Rusko a Vladimir Putin. Někteří příslušníci klubu byli členy ozbrojených proruských bojůvek během anexe Krymu a podle informací Agence France-Presse z dubna 2015 se někteří jednotliví členové klubu zúčastnili bojů okolo města Luhansk na straně povstalců.

#### Jízda na Berlín 2015
Mezi 25. dubnem a 9. květnem 2015 plánoval klub hromadnou jízdu do Berlína s trasou Moskva – Minsk – Brest – Vratislav – Brno – Bratislava – Vídeň – Mnichov – Praha – Berlín. Chtěl tak oslavit 70. výročí vítězství nad nacistickým Německem, které slaví každoročně. Trasu své cesty nazývané „Vítězství“ nebo „Na Berlín“ si klub vybral přes ukrajinské spojence v reakci na nedávný průjezd americké vojenské kolony těmito státy.
V Polsku se na Facebooku formovaly protestní skupiny proti „ruským zločincům“ a internetovou petici za zákaz průjezdu určenou pro ministra zahraničí podepsaly tisíce Poláků. Naopak jiná část Poláků průjezd Polskem zase podporovala. Jejich argumentem je, že 14 let jezdili na východ, do Ruska, a nyní nastal čas oplatit pohostinnost. Proto chtějí polští motocyklisté své ruské přátele doprovázet.
Kurátor a umělec Anton Litvin, moskevský kritik Kremlu, k protestům vyzval také Čechy. Zatímco český ministr zahraničních věcí Lubomír Zaorálek označil na sociální síti Twitter pokus o průjezd těchto motorkářů jako provokaci, a za prioritu označil to aby v takovém případě dodrželi platnou legislativu, český prezident Miloš Zeman 24. dubna prohlásil, že v průjezdu motorkářů problém nevidí.
Polská vláda 24. dubna 2015 oznámila, že členům skupiny zakázala vjezd do země, vzhledem k tomu, že jí neposkytli dost informací o své cestě, nutných k zajištění bezpečnosti jejich průjezdu. Ministerstvo zahraničí České republiky téhož dne na oficiální žádost Ruska o asistenci s průjezdem odpovědělo, že je nejprve nutné aby ruští motorkáři požádali, s ohledem na soukromý charakter celé akce, věcně příslušné orgány ČR o náležitá povolení spojená s pobytem a průjezdem Českem. Bylo zdůrazněno, že jejich včasné vyřízení bude obtížné.
Přesto byla jízda z klubového areálu v Moskvě v sobotu 25. dubna zahájena podle původního plánu, ačkoliv nebylo oznámeno, kudy povede její trasa.
Jiné skupině asi 200 příslušníků regionální pobočky klubu z Kaliningradské oblasti, kteří o svém úmyslu navštívit Polsko informovali s dostatečným předstihem, a kteří se v sobotu zúčastnili vzpomínkového aktu na padlé sovětské vojáky v obci Braniewo, byl polskou policií během jejich cesty poskytnut doprovod.
V pondělí 27. dubna oznámily polské úřady, že na hraničním přechodu s Běloruskem v Terespolu nebyl umožněn vstup do země deseti ruským motorkářům, nesplňujícím podmínky pro vstup do země. 28. dubna oznámil vůdce klubu Zaldostanov, že v pokusu o průjezd v koloně nebude pokračováno, vzhledem k absenci potřebných povolení a zrušení víz pro vstup do schengenského prostoru, ale ti členové klubu, kteří splňují podmínky pro vstup, v počtu ne více než dvaceti, možná budou v cestě pokračovat jednotlivě.
30. dubna oznámila ruská rozhlasová stanice Govorit Moskva, že Noční vlci jsou na území Česka, kde se ve spolupráci s konzulátem Ruska v Ostravě připravují na oslavy 70. výročí osvobození města. Tuto informaci dementoval ruský konzul v Ostravě. Přesto se několik jednotlivců, okolo čtyř, s insigniemi klubu na pietním aktu k výročí osvobození objevilo. Po republice se pohybují spíše automobily a kolony motorek se netvoří. Podle nepotvrzených zpráv ruských bulvárních médií se také části motocyklistů podařilo proniknout na území EU přes Maďarsko a po zformování kolony v Bratislavě chtějí pokračovat v původně naplánované trase. Slovenské úřady informovaly, že neplánují bránit vstupu legálně přítomných cizinců na své území, pokud k němu dojde, ale policie bude v případě pokusu o uskutečnění jejich jízdu monitorovat z hlediska dodržování předpisů o provozu na pozemních komunikacích.
2. května navštívili Noční vlci město Brno.. Na Ústředním hřbitově položili za účasti několika stovek lidí věnce na hroby sovětských vojáků. Této akce se účastnili i další motorkáři, celkem bylo přítomno nejméně 40 motocyklů. Po opuštění území Česka 2. května navštívili motorkáři Slovensko, kde se setkali s kolegy, kteří přijeli přes Maďarsko z Balkánu. Zde navštívili památník Slavín, kde je přivítaly nejméně dvě tisícovky lidí. Poté skupina motorkářů, nyní v počtu asi dvaceti, včetně občanů Slovenska, Maďarska a Rakouska, odjela do Rakouska, kde 3. května navštívila Vídeň. Tam podobně, jako v Bratislavě, položila za účasti občanů Rakouska věnce u památníku sovětských vojáků na Schwarzenberském náměstí Poté odjela směrem na Německo
. Německo v sobotu zrušilo víza pro vstup do země třem motorkářům, které vykázalo ze země po jejich příletu na letiště Schönefeld. Rusko proti tomu vzneslo oficiální protest.
Při pokračování jízdy do Mnichova, byli motorkáři zastaveni německou policií, která u nich provedla důslednou dvouhodinovou kontrolu.
4. května navštívila skupina motorkářů památník v koncentračním táboře Dachau a 5. května navštívili Noční vlci
památník ve Vitějovicích. Téhož dne bylo oznámeno, že ve večerních hodinách dorazí skupina motorkářů v počtu okolo deseti lidí, doprovázená i českými motorkáři, do Prahy, kde, ve spolupráci s českým motoklubem Red Eyed Crüe a Všekozáckým svazem v Českých zemích a na Slovensku, plánovali navštívit Národní památník na Vítkově a Olšanské hřbitovy.

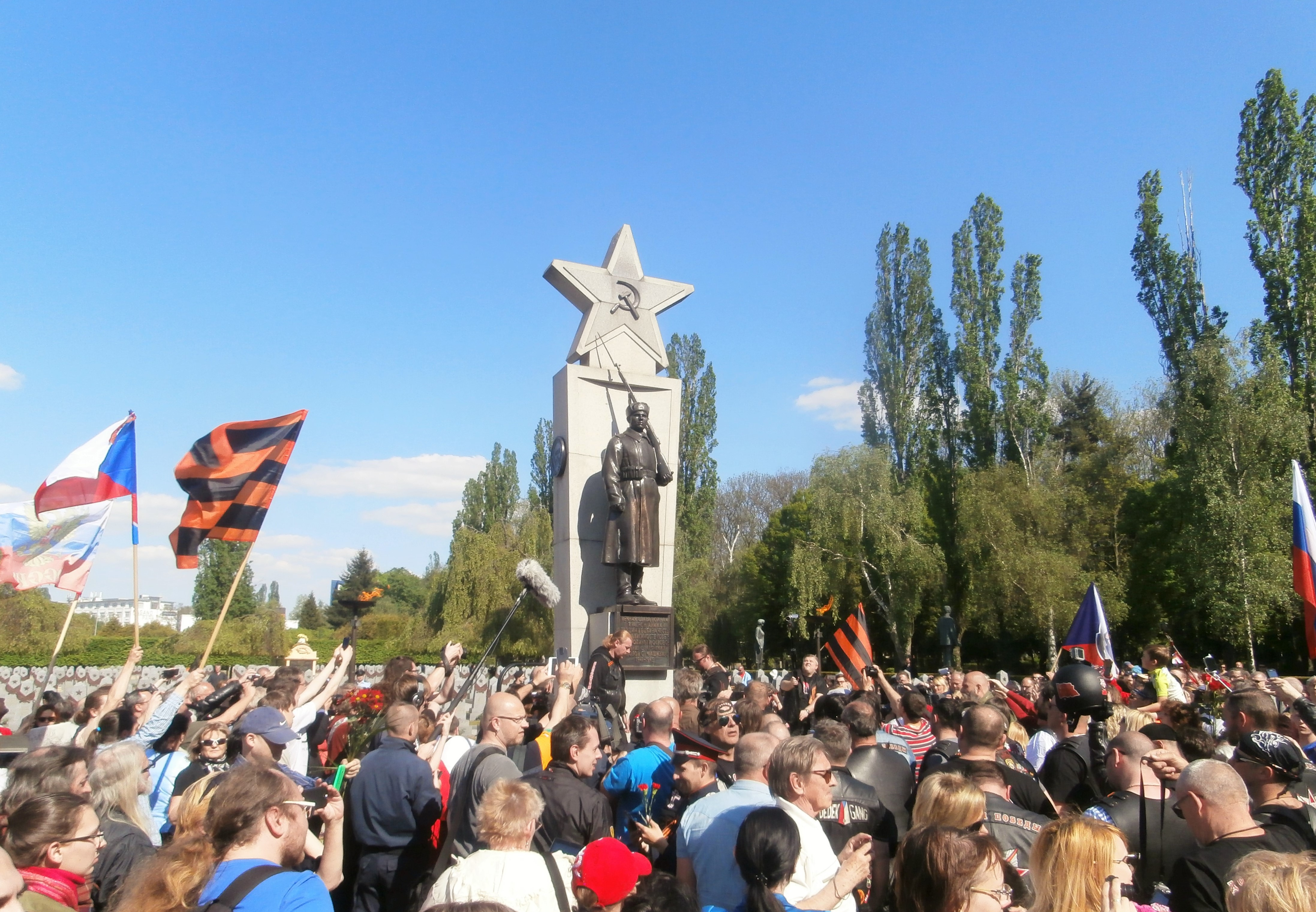
Příznivci klubu na pražských Olšanských hřbitovech

Dne 6. května položili Noční vlci na Olšanských hřbitovech věnce ke hrobům rudoarmějců padlých při osvobozování Československa. Pietního aktu se zúčastnilo 150 až 200 osob, z toho část byli novináři, dalších několik odpůrců Nočních vlků se neúspěšně snažilo protestovat. V pozdějších hodinách odjeli motorkáři na Vítkov, kde položili věnce k pomníku neznámého vojína.
Dne 6. 5. 2015 zrušil motorkářům berlínský soud zákaz vstupu na německé území. 7. května navštívili Noční vlci obec Přestanov, kde uctili památku padlých z bojů v roce 1813. Téhož dne v odpoledních novinách přejela třicetičlenná skupina skupina Nočních vlků a spřátelených motorkářů po dálnici D8 z Česka do Německa.
8. května se Noční vlci zúčastnili ceremoniálu v německo-ruském muzeu. Na místě poklekli před pamětním kamenem před budovou, položili květiny a navštívili místnost, kde se v noci z osmého na devátého května polní maršál Wilhelm Keitel a s ním i wehrmacht vzdal jednotkám Rudé armády a kapituloval. 9. května dojeli Noční vlci do svého cíle a v Berlíně položili květiny u pomníku sovětských vojáků v Treptowském parku, kde 70. výročí konce války oslavovalo přes 10 tisíc lidí. Řadu členů klubu ale na hranicích nepustili dál a motorkáři kvůli tomu byli rozhořčeni.

#### Jízda na Berlín 2016

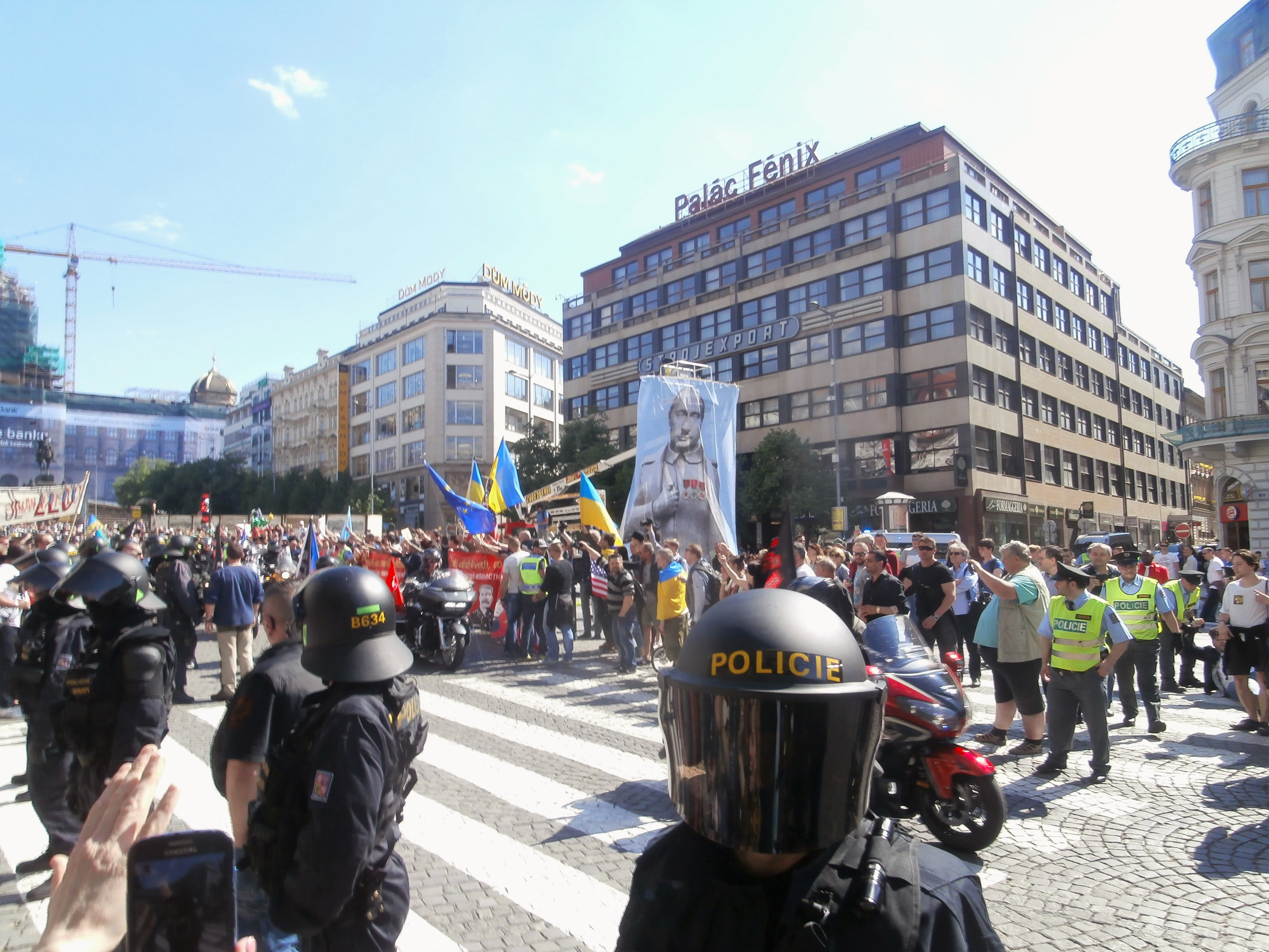
Průjezd Nočních vlků Prahou, 7. 5. 2016

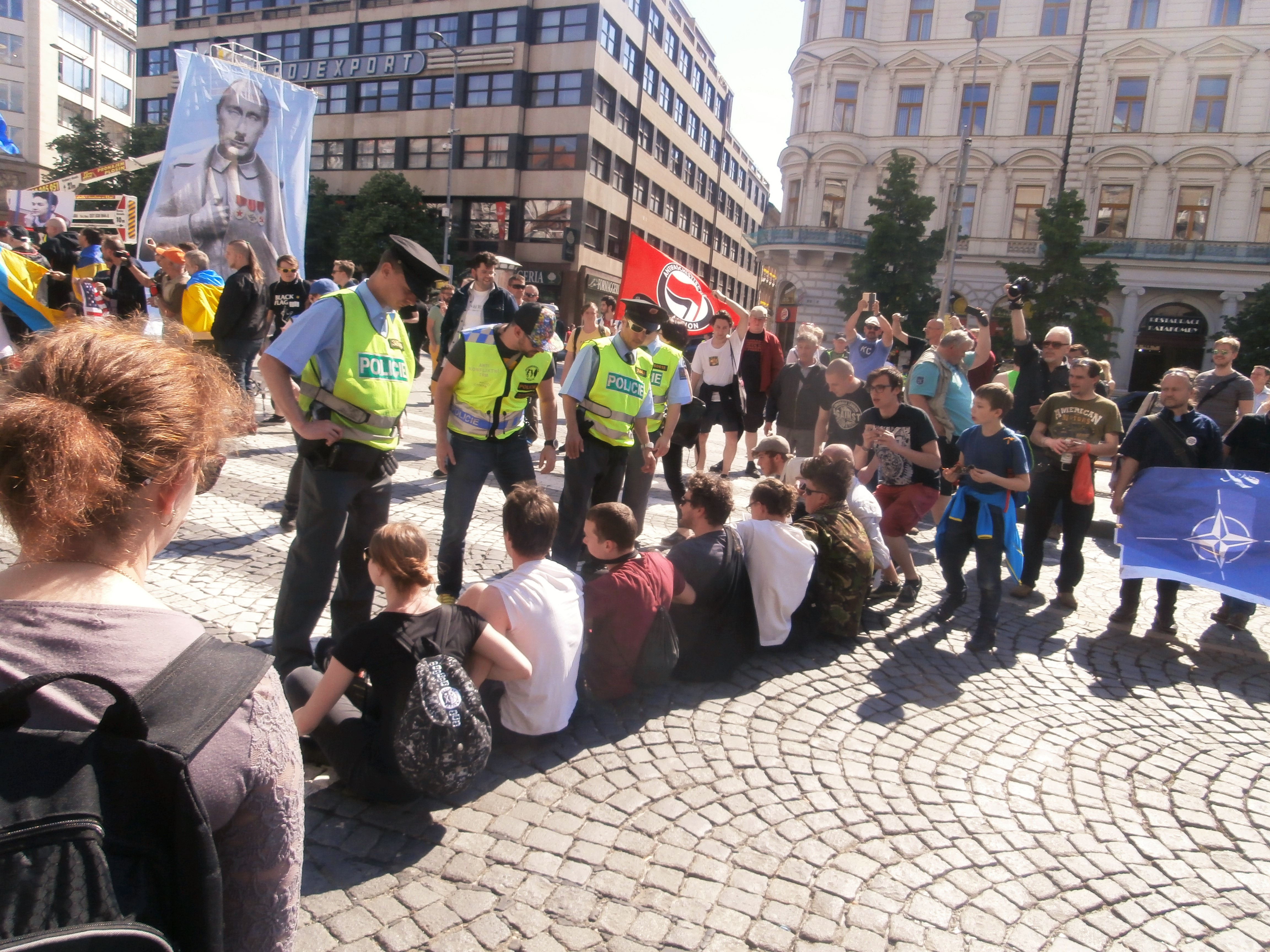
Pokus o znemožnění průjezdu Václavských náměstím

Jízdu v podobné trase zopakoval klub také o rok později, začátkem května 2016, u příležitosti 71. výročí konce druhé světové války.
Průjezd členů Nočních vlků hranicemi Bělorusko – Polsko přes přechod Brest, byl stejně jako v předchozím roce polskou vládou zakázán a všichni ruští občané, včetně několika občanů EU, kteří měli motocykly označeny symbolikou Nočních vlků, nebylo do Polska ten den vpuštěno. Celý tento zákaz byl dopředu znám a proto část Nočních vlků a asi polovina spřátelených jezdců přejela hranici již o den dříve na jiných přechodech a do Brestu přijela z polské strany. Když nebyla oficiální část Nočních vlků vpuštěna přes polskou hranici, zaujala tato záložní skupina jejich místo a pokračovala dál po stanovené trase.
V České republice vzbudilo kontroverze mj. setkání motorkářů s jihomoravským hejtmanem Michalem Haškem (ČSSD) na Centrálním hřbitově v Brně. Při průjezdu motokolony Prahou (dle policejní statistiky bylo v motokoloně 374 jezdců z 12 států) se 7. května 2016 během ohlášeného a povoleného průjezdu Václavského náměstí konala demonstrace proti průjezdu motorkářského klubu Noční vlci, při které se několik aktivistů neúspěšně pokusilo zablokovat motorkářům cestu. Naopak na Olšanských hřbitovech se členové klubu Noční vlci setkali se svými příznivci a položili věnce na hroby sovětských vojáků padlých při osvobozování Československa v roce 1945.
Jízda na Berlín 2017
Potřetí se jízda Nočních vlků na Berlín opakovala také v roce 2017. V České republice byli Noční vlci již od 4. května, ale 6. května dorazili do Prahy. Na Olšanských hřbitovech se opět zúčastnili bohoslužby, zpívali ruské písně a uctili památku padlých vojáků položením věnců. Na Václavském náměstí svolal demonstraci proti nim aktivista Šimon Hlinovský ve spolupráci se skupinou Kaputin. Noční vlci se zde ale neobjevili, protože v roce 2017 o průjezd Václavského náměstí ani nežádali a tak účastníci demonstrace jen stáli u sochy svatého Václava, mávali vlajkami a vykřikovali protiruská hesla. Noční vlci se mezitím ubytovali v Březiněvsi a večer se na setkání v ruském kulturním středisku už vydali autobusem. Další den pokračovali opět na motorkách směrem na sever Čech a pak na Berlín.

### Podpora Kremlem

#### Finanční podpora a státní dotace
Opoziční politik Alexej Navalnyj v květnu 2015 zveřejnil zprávu, podle které dostávají Noční vlci dotace na nacionalistická vystoupení. Za poslední rok a půl podle ní dostali 56 milionů rublů (27 mil. Kč).

#### Stavba motokrosového areálu na Krymu
Dne 12. května 2015 vydaly sevastopolské úřady dekret, kterým pronajímají na deset let Nočním vlkům 267 hektarů pozemků k výstavbě „vlasteneckého centra extrémních sportů“. Podle Newsweek.com by byla normální cena 1,4 miliard rublů, ale cena byla úřady stanovená na tisícinu, tedy 1,4 milionu rublů. Noční vlci jsou totiž podle nich nezisková organizace, která „popularizuje zdravý životní styl, stará se o morální blaho občanů a poskytuje tělesnou i vlasteneckou výchovu“.